# مارکوس تورام
مارکوس لیلیان تورام-اولین (فرانسوی: Marcus Lilian Thuram-Ulien‎؛ زادهٔ ۶ اوت ۱۹۹۷) بازیکن فوتبال اهل فرانسه است که برای باشگاه فوتبال اینتر میلان و تیم ملی فوتبال فرانسه به‌عنوان مهاجم و وینگر چپ بازی می‌کند. 
او پسر لیلیان تورام و برادر بزرگتر چفرن تورام است.
از باشگاه‌هایی که در آن بازی کرده‌است می‌توان به سوشو، گنگام و بروسیا مونشن‌گلادباخ اشاره کرد.
تورام اولین بازی خود در رده ملی بزرگسالان را در سال ۲۰۲۰ انجام داد و بخشی از تیم فرانسه در یورو ۲۰۲۰ بود و در جام جهانی فوتبال ۲۰۲۲ به عنوان نایب قهرمانی جام جهانی دست یافت. همچنین تورام برای مسابقات یورو ۲۰۲۴ به اردوی تیم ملی فرانسه دعوت شد تا مقابل حریفان قرار گیرد.

## افتخارات

### باشگاهی
اینتر میلان
- سری آ(۱): ۲۴–۲۰۲۳
- سوپر جام فوتبال ایتالیا(۱): ۲۰۲۳
- لیگ قهرمانان اروپا: ۲۵–۲۰۲۴ (نایب‌قهرمان)

### ملی
فرانسه
- جام جهانی فوتبال: ۲۰۲۲ (نایب قهرمان)

### شخصی
- تیم منتخب سال سری آ(۱): ۲۴–۲۰۲۳
- تیم منتخب فصل سری آ(۱): ۲۵–۲۰۲۴

## آمار ملی

### بازی‌های ملی
تا تاریخ ۲ جولای ۲۰۲۵
| فرانسه | فرانسه | فرانسه | فرانسه |
| سال    | بازی   | گل     |        |
| ------ | ------ | ------ | ------ |
| ۲۰۲۰   | ۳      | ۰      |        |
| ۲۰۲۱   | ۱      | ۰      |        |
| ۲۰۲۲   | ۵      | ۰      |        |
| ۲۰۲۳   | ۷      | ۲      |        |
| ۲۰۲۴   | ۱۳     | ۰      |        |
| ۲۰۲۵   | ۱      | ۰      |        |
| مجموع  | ۳۰     | ۲      |        |

### گل‌های ملی
| شماره | تاریخ          | میزبان | بازی ملی | حریف     | نتیجه | رقابت                         |
| ----- | -------------- | ------ | -------- | -------- | ----- | ----------------------------- |
| ۱     | ۷ سپتامبر ۲۰۲۳ | پاریس  | ۱۱       | ایرلند   | ۲–۰   | مقدماتی جام ملت‌های اروپا ۲۰۲۴ |
| ۲     | ۱۸ نوامبر ۲۰۲۳ | نیس    | ۱۵       | جبل طارق | ۱۴–۰  | مقدماتی جام ملت‌های اروپا ۲۰۲۴ |